# Мегген (Люцерн)
Мегген (нем. Meggen LU) — коммуна в Швейцарии, в кантоне Люцерн. 
Входит в состав округа Люцерн. Население составляет 6453 человека (на 31 декабря 2006 года). Официальный код — 1063.

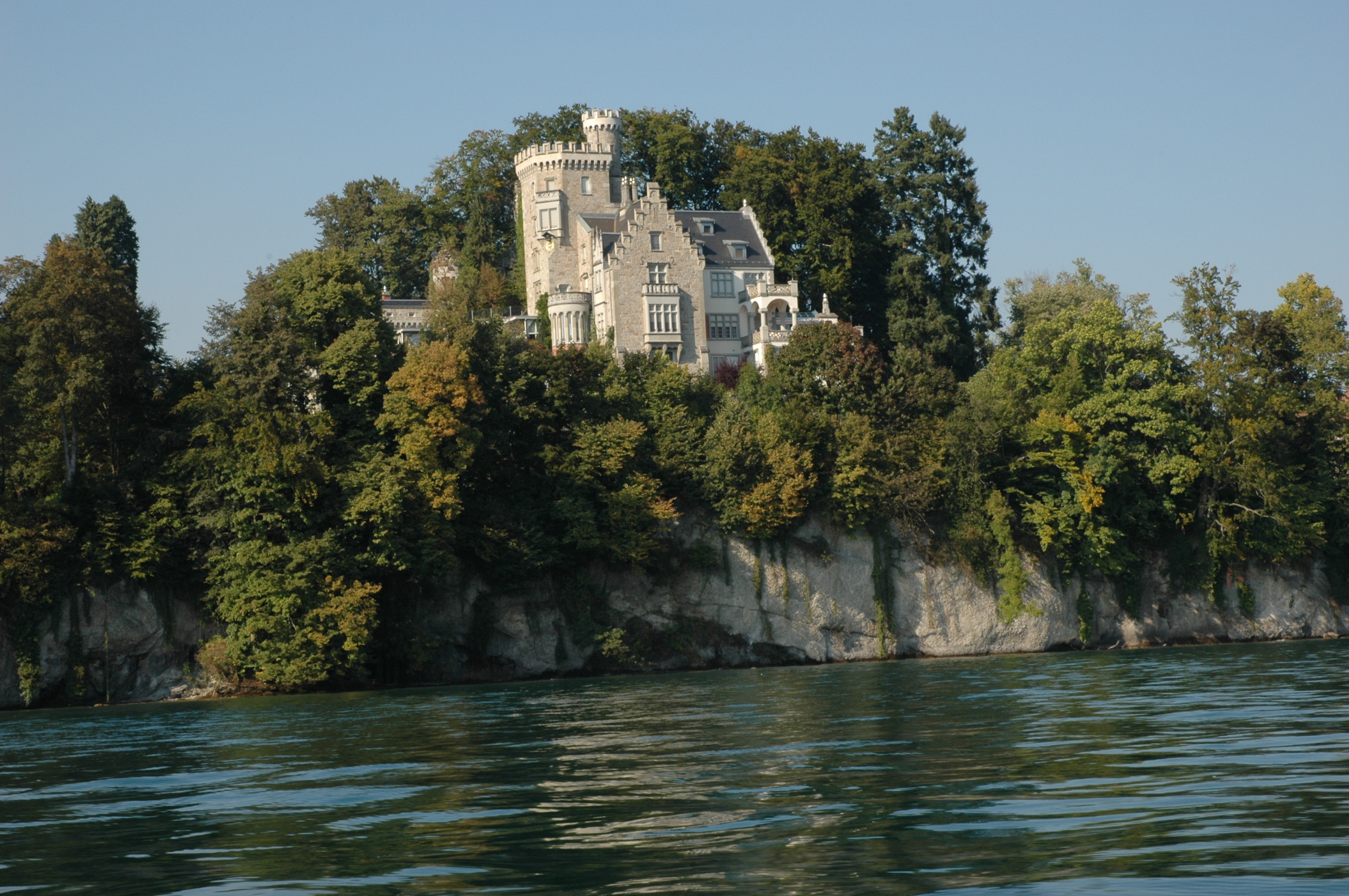
Мегген